# Pestunitsa
Pestunitsa (ryska: Пестуница) är ett vattendrag i Belarus.   Det ligger i voblasten Vitsebsks voblast, i den nordöstra delen av landet, 210 km nordost om huvudstaden Minsk.
I omgivningarna runt Pestunitsa växer i huvudsak blandskog. Runt Pestunitsa är det ganska tätbefolkat, med 75 invånare per kvadratkilometer.